# SIAI-Marchetti S.211
SIAI-Marchetti S.211 (oznaczony również jako Aermacchi S-211) – włoski odrzutowy wojskowy samolot szkolno-treningowy, opracowany i zbudowany w 1981 roku we włoskiej wytwórni lotniczej SIAI Marchetti.

## Historia
Pod koniec lat siedemdziesiątych biurze konstrukcyjnym włoskiej wytwórni SIAI-Marchetti przystąpiono do opracowania nowego samolotu szkolno-treningowego o napędzie odrzutowym. Z założenia miał to być samolot znacznie lżejszy od stosowanych w lotnictwie wojskowym tego typu samolotów. 
Makietę w skali 1 : 1 samolotu, który oznaczono jako SIAI-Marchetti S.211, pokazano po raz pierwszy w 1979 roku w czasie Międzynarodowego Salonu Lotniczego w Paryżu, a budowę pierwszego prototypu zakończono na początku 1981 roku. Pierwszy lot samolotu odbył się w dniu 10 kwietnia 1981 roku. 
W lotach próbnych samolot S.211 wykazywał dobre właściwości lotnicze, ale także konieczność zmian w konstrukcji płatowca. Po dokonaniu zmian konstrukcyjnych w samolocie zbudowano drugi prototyp, który oblatano jesienią 1981 roku. Również ten prototyp wykazał potrzebę zmian konstrukcji, w związku z tym opierając się na doświadczeniach dwóch prototypów zbudowano trzeci, który został oblatany wiosną 1983 roku. Prototyp ten stał si wzorcowym samolotem do budowy wersji seryjnej samolotu SIAI-Marchetti S.211. 
Samolot SIAI-Marchetti S.211 dzięki zastosowaniu do wykonania ok. 60% powierzchni zewnętrznych z kompozytów jest samolotem o bardzo małej masie własnej. Charakteryzuje się wieloma zaletami, należą do nich: wysoki komfort, dobra widoczność z kabiny, zarówno z miejsca instruktora, jak i ucznia, wysoki poziom bezpieczeństwa lotu, prostota konstrukcji, duża jej trwałość i niezawodność oraz dobre własności pilotażowe, wysoki standard wyposażenia elektronicznego, napęd za pomocą turbinowego silnika dwuprzepływowego o małym zużyciu jednostkowym paliwa i niskim poziomie hałasu. W samolocie można zastosować wielowariantowe uzbrojenie, co umożliwia prowadzenie w szerokim zakresie naukę i treningi w posługiwaniu się bronią oraz w określonych warunkach działań bojowych.
W związku z tymi zaletami kilka państw złożyło zamówienia na  ich zakup. W 1983 roku rozpoczęto ich produkcję seryjną w zakładach Aermacchi, należących do koncernu SIAI-Marchetti. Przy czym w przypadku Singapuru, który zamówił największą ich ilość, część została zmontowana w zakładach Singapore Aircraft Industries z części dostarczonych przez wytwórnie włoską, podobnie na Filipinach składano ten samolot w wytwórni Philippine Aerospace Development Corporation. 
Produkcję zakończono w 1987 roku, zbudowano łącznie 59 samolotów w wersji S.211 oraz 1 samolot w wersji S.211A. 
W 2004 roku rozpoczęto produkcję samolotu oznaczonego jako Aermacchi M-311, który jest unowocześnioną wersją samolotu S.211 

## Opis konstrukcji
Samolot SIAI-Marchetti S.211 jest dwumiejscowym samolotem szkolno-treningowym, grzbietopłatem o konstrukcji metalowej półskorupowej. Podwozie trójpodporowe wciągane w locie. Kabina ciśnieniowa, z dwoma fotelami umieszczonymi jeden za drugim. Pierwszy ucznia a drugi instruktora, przy czym fotel instruktora jest położony o 0,28 m wyżej od fotelu ucznia. Fotele wyrzucane w locie. Osłona kabiny jednoczęściowa otwierana na bok. 
Napęd: jeden dwuprzepływowy odrzutowy silnik turbinowy. Zapas paliwa w zbiornikach integralnych samolotu w płacie 650 l i zbiornik kadłubowy 550 l wynosi łącznie 800 l.  
Wyposażenie samolotu:
- dwie radiostacje
- układ nawigacyjny TACAN
- system lądowania według przyrządów VOR/ILS
- komputer nawigacyjny
- radiowysokościomierz
- system identyfikacji „swój – obcy”
- stacja radiolokacyjna typu dopplerowskiego
- system ostrzegania o opromieniowaniu przez obce stacje radiolokacyjne
- elektroniczny system zakłóceń
- kamera telewizyjna i magnetofon do zapisu głosu z taśmą wystarczającą na 1 godzinę
- celownik Saab RGS.2 (szwedzki) lub Ferranti (angielski)

Uzbrojenie podwieszane na 4 węzłach pod skrzydłami w różnych wariantach. Łączna maksymalna masa uzbrojenie wynosi 660 kg.

Warianty uzbrojenie:
- zasobniki z bronią lufową (pojedyncze lub podwójne karabiny maszynowe kal. 7,62 mm, względnie karabiny maszynowe kal. 12,7 mm albo działka kal. 20 mm)
- zasobniki z niekierowanymi pociskami rakietowymi kal. 50 mm lub 100 mm
- zasobniki zrzucane
- bomby ćwiczebne i bojowe o masie do 150 kg, bomby lub zasobniki z napalmem o masie do 300 kg
- zasobniki z aparaturą fotograficzną (4 aparaty i aparatura na podczerwień)
- kasetowe środki bojowe (małe bomby kal. 74 mm)
- podwieszane zbiorniki paliwa 2 x 350 l

### Wersje samolotu
- S.211 – wersja podstawowa, dwumiejscowy odrzutowy samolot szkolno-treningowy.
- S.211A – wersja rozpoznawczo-szturmowa, jednomiejscowa, zbudowano tylko jeden egzemplarz w 1986 roku.
- M-311 – modernizacja S.211, wersja szkolno-treningowa, budowana od 2004 roku, oblot 1 czerwca 2005 rok, dwa prototypy.
- M-345 – nowe oznaczenie M-311 nadane w 2012 roku.
- M-345 HET – wersja szkolno-treningowa (szkolenia przejściowego) zapowiedziana w 2013 roku.

## Użycie w lotnictwie
Samoloty od 1984 roku były dostarczane systematycznie do lotnictwa zagranicznych odbiorców. Samoloty S.211 od 1984 do 2008 były eksploatowane przez Siły Powietrzne Republiki Singapurui (32 sztuki, z tego 24 zmontowane w Singapurze i 2 ex-Haitańskie kupione w USA w 1995 dla uzupełnienia strat). Haiti kupiło cztery sztuki w 1985, ale w 1990 roku wystawiono je na sprzedaż, zakupiła je prywatna firma z USA. Filipińskie Siły Powietrzne były ostatnim nabywcą zamawiając 24 S-211 (z tego 15 zmontowano na Filipinach w latach 1989-1994, plus jeden egzemplarz nieukończony), kilka sztuk pozostawało w eksploatacji w 2013 roku, ale od 2012 roku prowadzono rozmowy o zakupie 12 koreańskich FA-50. Samoloty z lotnictwa Singapuru zostały sprzedane osobom cywilnym z Australii.